# AMG (rapper)
AMG, pseudonimo di Jason Lewis (Inglewood, 29 settembre 1970), è un rapper statunitense.

## Discografia

### Album in studio
- 1991 - Give a Dog a Bone
- 1991 - Bitch Betta Have My Money
- 1995 - Ballin' Outta Control
- 2000 - Bitch Betta Have My Money 2001
- 2008 - Rum & Coke

### Raccolte
- 2002 - Greatest Humps

### Singoli
- 1991 - Bitch Betta Have My Money
- 1991 - Jiggable Pie
- 1992 - Vertical Joyride
- 1992 - I Wanna Be a Yo Ho
- 1992 - Don't Be a 304
- 1993 - Butt Booty Naked
- 1995 - Around the World
- 1995 - Pimp of the Century
- 1997 - Pimp's Anthem
- 2000 - Perfection
- 2003 - No
- 2004 - Somethin' Nasty